# Plongeon aux Jeux olympiques de 1912
Navigation
Londres 1908 Anvers 1920
Aux Jeux olympiques de 1912, quatre compétitions de plongeon furent organisées. Pour la première fois, les femmes disputèrent une épreuve, celle de plongeon de haut-vol à 10 mètres. 57 plongeurs (43 hommes, 14 femmes) venus de 10 pays se disputèrent les 12 médailles mises en jeu.

## Tableau des médailles pour le plongeon
| Place | Nation      | Médaille d'or | Médaille d'argent | Médaille de bronze | Total |
| ----- | ----------- | ------------- | ----------------- | ------------------ | ----- |
| 1     | Suède       | 3             | 2                 | 2                  | 7     |
| 2     | Allemagne   | 1             | 2                 | 1                  | 4     |
| 3     | Royaume-Uni | 0             | 0                 | 1                  | 1     |

## Participants par nations
- Allemagne (4) (hommes : 4 ; femmes : 0)
- Autriche (1) (h : 0 ; f : 1)
- Canada (2) (h : 2 ; f : 0)
- États-Unis (2) (h : 2 ; f : 0)
- Finlande (6) (h : 6 ; f : 0)
- Italie (1) (h : 1 ; f : 0)
- Norvège (3) (h : 3 ; f : 0)
- Royaume-Uni (3) (h : 2 ; f : 1)
- Russie (1) (h : 1 ; f : 0)
- Suède (34) (h : 22 ; f : 12)

## Résultats

### Tremplin à 3 mètres
| Rang               | Pays        | Plongeur         | Points |
| ------------------ | ----------- | ---------------- | ------ |
| Médaille d'or      | Allemagne   | Paul Günther     | 79,23  |
| Médaille d'argent  | Allemagne   | Hans Luber       | 76,78  |
| Médaille de bronze | Allemagne   | Kurt Behrens     | 73,73  |
| 4                  | Allemagne   | Albert Zürner    | 73,33  |
| 5                  | Canada      | Robert Zimmerman | 72,54  |
| 6                  | Royaume-Uni | Herbert Pott     | 71,45  |
| 7                  | Suède       | John Jansson     | 69,64  |
| 8                  | États-Unis  | George Gaidzik   | 68,01  |

### Plongeon de haut-vol
Plateforme à 10 mètres
| Rang               | Pays        | Plongeur          | Points |
| ------------------ | ----------- | ----------------- | ------ |
| Médaille d'or      | Suède       | Erik Adlerz       | 73,94  |
| Médaille d'argent  | Allemagne   | Albert Zürner     | 72,60  |
| Médaille de bronze | Suède       | Gustaf Blomgren   | 69,56  |
| 4                  | Suède       | Hjalmar Johansson | 67,80  |
| 5                  | Royaume-Uni | George Yvon       | 67,66  |
| 6                  | Suède       | Harald Arbin      | 62,62  |
| 7                  | Suède       | Alvin Carlsson    | 63,16  |
| 8                  | Finlande    | Toivo Aro         | 57,05  |

| Rang               | Pays        | Pongeuse        | Points |
| ------------------ | ----------- | --------------- | ------ |
| Médaille d'or      | Suède       | Greta Johansson | 39,90  |
| Médaille d'argent  | Suède       | Lisa Regnell    | 36,00  |
| Médaille de bronze | Royaume-Uni | Isabelle White  | 34,00  |
| 4                  | Suède       | Elsa Regnell    | 33,20  |
| 5                  | Suède       | Ella Eklund     | 31,90  |
| 6                  | Suède       | Elsa Andersson  | 31,30  |
| 7                  | Suède       | Selma Andersson | 28,3   |
| 8                  | Suède       | Tora Larsson    | 26,8   |

### Plongeon haut simple
| Rang               | Pays      | Plongeur               | Points      |
| ------------------ | --------- | ---------------------- | ----------- |
| Médaille d'or      | Suède     | Erik Adlerz            | 40,00       |
| Médaille d'argent  | Suède     | Hjalmar Johansson      | 39,30       |
| Médaille de bronze | Suède     | Johan Jansson          | 39,10       |
| 4                  | Suède     | Victor Gustaf Crondahl | 37,10       |
| 5                  | Finlande  | Toivo Aro              | 36,30       |
| 6                  | Suède     | Axel Runström          | 36,00       |
| 7                  | Suède     | Ernst Brandsten        | 36,20       |
| NC                 | Allemagne | Paul Günther           | Pas terminé |